# مرغابی ماریانا
مرغابی ماریانا، مرغابی سرسبز ماریانا یا مرغابی اوستالت (نام علمی: Anas oustaleti) یک گونه منقرض‌شده از مرغابی از سردهٔ مرغابی‌ها است که بومی جزایر ماریانا بود. وضعیت طبقه‌بندی آن مورد بحث است، و به گونه‌های مختلف به عنوان یک گونه کامل، زیرگونه‌ای از مرغابی سرسبز یا مرغابی سیاه اقیانوس آرام، یا گاهی به عنوان زیرگونه مرغابی تک‌زرد هندی در نظر گرفته شده است.
مرغابی ماریانا ۵۱–۵۶ سانتیمتر (۲۰–۲۲ اینچ) طول داشت و به وزن تقریباً ۱ کیلوگرم (۲٫۲ پوند) بود، آنها را به‌طور حاشیه‌ای کوچک‌تر از مرغابی‌های سرسبز می‌کند. دو ریخت ترکیبی در نرها یافت شد که به نام‌های «platyrhynchos» و «superciliosa» نامیده می‌شوند.

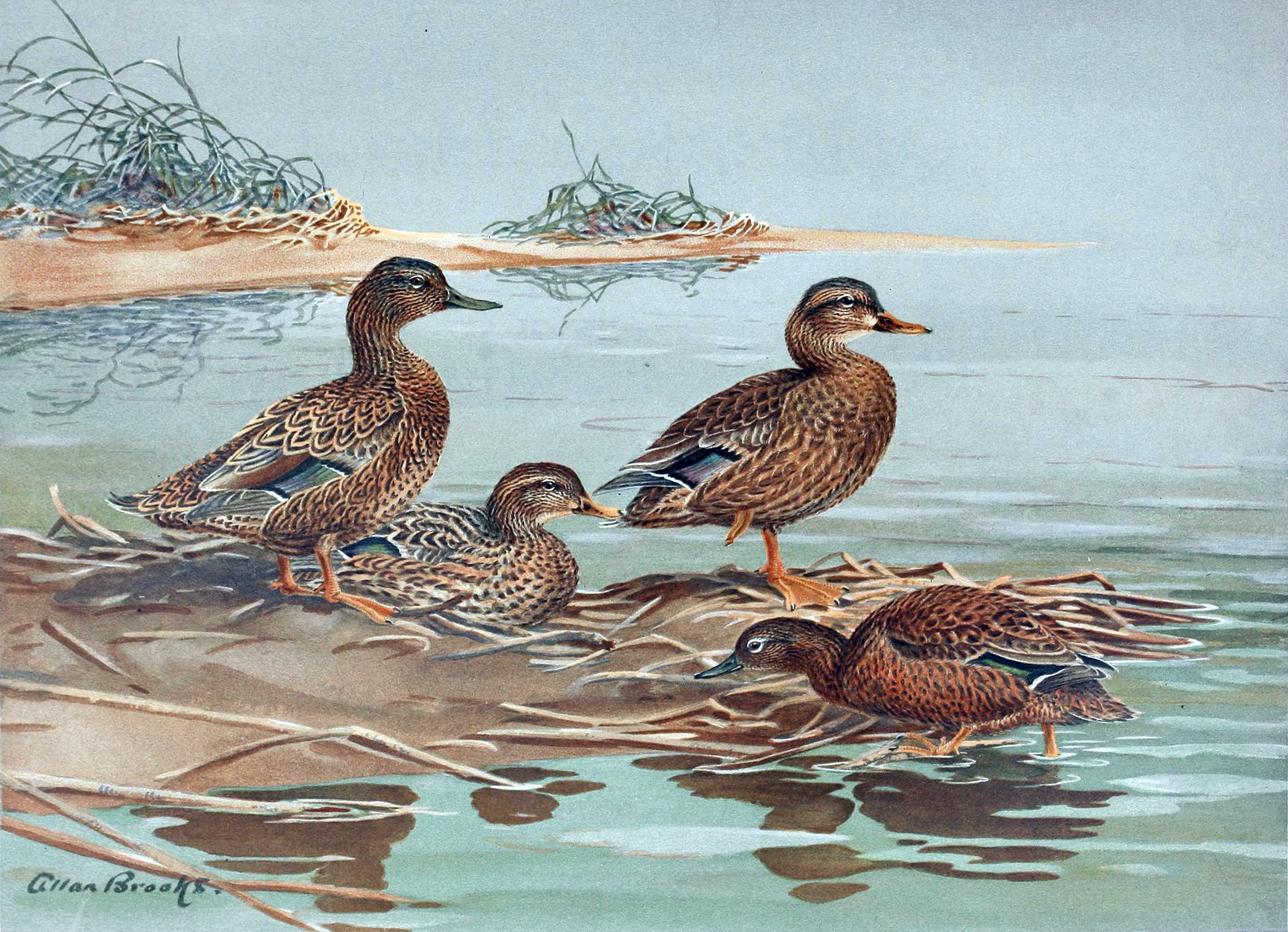
نگاره آلن بروکس (سومین پرنده از چپ)

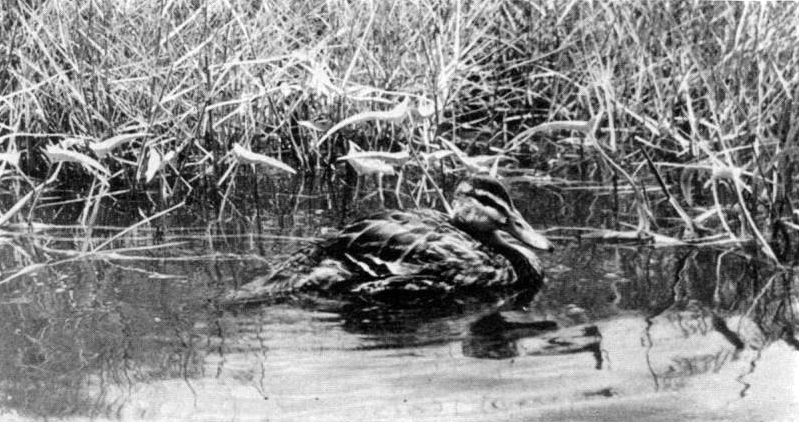
عکس منتشرشده در سال ۱۹۴۹

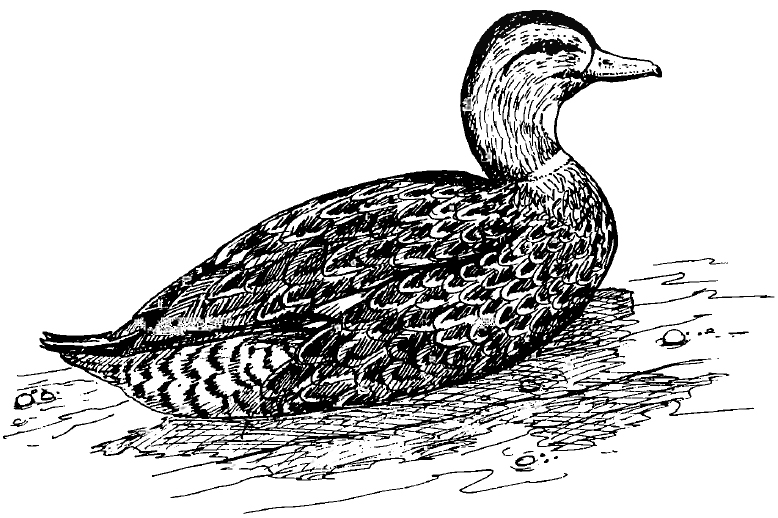
نگاره توسط جولیان پی هیوم